# Liste der Bodendenkmäler in Ustersbach
Auf dieser Seite sind die Bodendenkmäler in der schwäbischen Gemeinde Ustersbach zusammengestellt. Diese Tabelle ist eine Teilliste der Liste der Bodendenkmäler in Bayern. Grundlage ist die Bayerische Denkmalliste, die auf Basis des Bayerischen Denkmalschutzgesetzes vom 1. Oktober 1973 erstmals erstellt wurde und seither durch das Bayerische Landesamt für Denkmalpflege geführt wird. Die folgenden Angaben ersetzen nicht die rechtsverbindliche Auskunft der Denkmalschutzbehörde.

## Bodendenkmäler in Ustersbach
| Lage       | Objekt | Akten-Nr.     | Bild           |
| ---------- | --- | ------------- | -------------- |
| (Standort) | Grabhügel vor- und frühgeschichtlicher Zeitstellung.                                                              | D-7-7629-0030 | Bodendenkmal   |
| (Standort) | Grabhügel vorgeschichtlicher Zeitstellung.                                                                        | D-7-7629-0031 | Bodendenkmal   |
| (Standort) | Mittelalterliche und frühneuzeitliche Befunde im Bereich der katholischen Pfarrkirche St. Fridolin in Ustersbach. | D-7-7629-0097 | weitere Bilder |